# مونجامیونگ
پادشاه مونجامیونگ (به کره‌ای: 문자명태왕)، (سلطنت:۴۹۲~۵۱۹ میلادی)؛ بیست و یکمین امپراتور گوگوریو شمالی‌ترین از میان سه پادشاهی کره بود. او نوه امپراتور جانگسو بود. اگرچه پدر مونجامیونگ، گو جودا توسط امپراتور جانگسو به عنوان ولیعهد معرفی شده بود اما گو جودا قبل از به دست گرفتن تاج و تخت درگذشت.
در سال ۴۹۴ میلادی، پادشاه بویو به همراه همسر و فرزندانش تسلیم گوگوریو شد و پادشاه مونجامیونگ بویو را مطیع خود ساخت. وی در ژوئیه سال ۴۹۴ میلادی در رود سالسو ارتش شیلا را قاطعانه شکست داد. سپس در سال‌های ۴۹۶ و ۴۹۷ میلادی دو دژ از جمله «دژ اوسانسان» را از شیلا تسخیر کرد. از سال ۴۹۷ تا ۵۱۲ چندین جنگ دیگر را با اتحاد (شیلا–بکجه) شروع کرد، اما تقریباً همه آنان برای هر دو سمت بی‌نتیجه بود. در سپتامبر ۵۱۲ میلادی، او به بکجه حمله کرد، دژهای گابول و وونسان را تصرف کرد و حدود ۱٫۰۰۰ مرد و زن را به اسارت گرفت. در سال ۵۱۹ میلادی، پادشاه درگذشت و عنوان پادشاه مونجامیونگ به او داده شد و ولیعهدش هونگان به تخت سلطنت نشست.

## حکومت
در سال ۴۷۲، گوگوریو پایتخت خود را از منطقه اطراف جیان مدرن در امتداد رود یالو بالایی به پیونگ‌یانگ (پایتخت مدرن کره شمالی) منتقل کرده بود. این حرکت در شرایط تشدید رقابت با پادشاهی‌های دیگر از سه پادشاهی، شیلا و بکجه دو متحد آن زمان انجام شد.
با حفظ موفقیت دیپلماسی از راه دور جانگسو، مونجامیونگ روابط نزدیکی با سلسله‌های چینی، به ویژه شمال وی، چی جنوبی و لیانگ برقرار کرد. اگرچه شمال وی چندین جنگ را با همسایه شمالی خود، رورانز و سونگ پشت سر گذاشت، اما در نهایت حملات بعدی سانگ را مختل کرد، که منجر به تغییر سلسله لیانگ شد. به دلیل تغییر قدرت، گوگوریو روابط دیپلماتیک را با لیانگ نیز آغاز کرد: کتاب چی می‌گوید که این عنوان به پادشاه گوگوریو اعطا شده است، که به این معنی است که روابط دوجانبه بین این دو محقق شد. به‌طور همزمان، مونجامیونگ به تثبیت اشغال شبه‌جزیره لیائودونگ بر اساس روابط دوستانه با وی شمالی ادامه داد.
از نظر روابط بین کره‌ای، تاریخ کره سده دوازدهم، سامگوک ساگی، نقل می‌کند که بقایای پادشاهی بویو در سال ۴۹۴ پس از شکستشان از مردم کوچ‌نشین مالگال، به گوگوریو تسلیم شدند. پس از اشغال بویوی شرقی در سلطنت گوانگ‌گه‌تو بزرگ، سرانجام گوگوریو تمام منطقه بویو (هاربین فعلی) را به انقیاد رساند. در این میان، اتحاد بکجه و شیلا با خدمت به یکدیگر در میدان‌های جنگ با گوگوریو، روابط خود را تقویت کردند. بکجه با تلاش‌های مستمر خود در زمان پادشاه موریونگ تلاش بر حمله به مرز شمالی خود با گوگوریو به ویژه درسال ۵۰۵ میلادی داشت و بیش از ۳٫۰۰۰ سرباز را بسیج کرد. سوابق کره‌ای همچنین چندین بار به اقدامات تحریک‌آمیز بکجه اشاره می‌کنند که به ضدحمله مونجامیونگ درسال ۵۰۶ میلادی اشاره می‌کند، اما به دلیل قحطی‌های سخت، بدون ثمره مشخص شکست خورد.
بودیسم در گوگوریو پس از پذیرش در پادشاهی در زمان سلطنت سوسوریم، شتاب مستمر خود را به دست آورد. همان‌طور که پدربزرگ‌هایش این کار را کردند، مونجامیونگ نیز گسترش و توزیع بودیسم را، به‌ویژه از طریق لیانگ و وی، تقویت کرد. گفته می‌شود که در زمان سلطنت او، نه راهب ابتدا به وی شمالی فرستاده شدند تا در کتاب‌های بودایی و دیگران تحقیق کنند. درسال هفتم (۴۹۸)، او معبد بودایی گومگانگسا را ساخت.

## مرگ
در سال ۵۱۹ میلادی او به‌دلایل نامعلومی درکذشت اما در کتاب سامگوک ساگی آمده است او در جنگ با بکجه کشته شده است.
بعد از او پسرش آنجانگ به پادشاهی رسید.

## خانواده
- پدر: شاهزاده جودا
- پدربزرگ: پادشاه جانگسو
- همسر: ناشناس
- پسر: شاهزاده هونگان (پادشاه آنجانگ)
- پسر: شاهزاده بویون (پادشاه آن‌وون)